# Acide thiolactique
L´acide thiolactique est un acide organique qui se présente sous la forme d'un liquide transparent, huileux, incolore à odeur âcredeux dans les conditions normales de température et de pression. Il est souvent utilisé comme agent de saveur et intervient dans la fabrication des cosmétiques.
En solution, les deux protons portés par le groupement acide et le groupement thiol peuvent être échangés selon les équations bilan suivantes
CH3CH(SH)COO− + H3O+ ⇔ CH3CH(SH)COOH + H2O
log [H2L]/[HL][H]=3.49 (coef de Smith et Martell à I=0.1 25 °C pris dans NIST)
CH3CH(SH)COO2− + H3O+ ⇔ H2O + CH3CH(SH)COO−
log [HL]/[L][H]=10.11 (coef de Smith et Martell à I=0.1 25 °C pris dans NIST)
L'acide thiolactique présente un carbone asymétrique (le carbone 2), donnant 2 éniantomères : les formes (S) et (R)).
- Le (S)-acide thiolactique est utilisé comme molécule de départ à la synthèse d'agent antiplaquettaire.